# Aeromel
Aeromel es una aerolínea regional con base en Sogamoso, Boyacá en Colombia desde donde opera a las ciudades del oriente del país tales como Yopal y Bucaramanga. En sus planes de expansión para finales del 2011 y comienzos del 2012 se encuentran las ciudades de Bogotá, Cúcuta y Medellín.

## Flota
De acuerdo con su plan de ser aerolínea regional, Aeromel escogió el modelo de aeronave Piper PA-34-220T Seneca III con una capacidad para 5 personas. En 2012 planea incorporar 3 aeronaves similares a su flota para aumentar la oferta de rutas y frecuencias. En 2011 se dio inicio al proyecto de expansión y utilización de la aerolínea en el país, tras los nuevos destino que cuenta la aerolínea , podría tener inicialmente aviones jetstream 41 solo  para vuelos nacionales.

## Destinos
- Bucaramanga / Aeropuerto Internacional Palonegro
- Yopal / Aeropuerto El Alcaraván
- Sogamoso / Aeropuerto Alberto Lleras Camargo

## Próximos Destinos
- Bogotá / Aeropuerto Internacional El Dorado
- Cúcuta / Aeropuerto Internacional Camilo Daza
- Medellín / Aeropuerto Olaya Herrera

## Aeronaves comerciales
- Piper PA-34 Seneca